# 交渉人
- 国連の停戦監視団や難民弁務官などの国連専門職員。交渉相手は幅広く、首相、国際機関、諜報員などを相手に交渉を行う。世界平和維持を主たる任務とする。
- 二国間交渉において自国の利益を主張し相手国に要求を実現させる外交官や高級官僚。
- 警察において犯人との交渉にあたる職員のこと。本項で詳述。

交渉人（こうしょうにん、negotiator）とは主に人質救出作戦において犯人との交渉を担当する警察・政府の要員をいう。
英語からネゴシエイターとも言う。
一般企業や保険会社の外交員は営業で顧客と媒介交渉などを行ったりするが、交渉専門というわけではないので交渉人とは言わない。（本稿では便宜上「交渉人」と呼称する）

## 概要
人質救出作戦においての犯人との交渉に関する訓練教育を受け、専門的知識・技能を有している警察官を指す。資質や訓練が必要である。アメリカでは交渉人及び交渉人チームが組織されている治安機関が多く、人質籠城事件の平和的解決（一切発砲せず、非致死性武器さえも使わずに犯人を投降させ確保し、人質も保護する）に貢献している。元々はFBIが始めた「人質救出プログラム」がさきがけとなっている。日本では専門としての交渉人は2005年からおかれている。同年から警察大学校にて「人質立てこもり事件説得交渉専科」が行われている。
1970年代初頭のアメリカでは、人質事件・テロ・家庭内暴力・ストーカー事件・仕事場での暴力事件・自殺の阻止等に対して、交渉によって解決するための交渉術クライシス・ネゴシエーション（ホステージネゴシエーション）を盛んに研究するようになった。とくに、この研究について実地も組み合わせて主導してきたニューヨーク市警のHostage Negotiations Team (HNT、人質解放交渉チーム) は、他の地域の交渉チームより多数の事件にかかわっており、その中で自分はあなたの話をたくさん聞きたい準備ができていると伝える「Talk To Me」、忍耐、積極的な傾聴、ゆっくり話をして落ち着かせ、尊敬し、信頼感を醸成することなどが重要であるとしている。

## 任務
心理学、行動科学、犯罪学の知識に裏打ちされた話術を用いて、犯人と直接的に交渉を行い、犯人の精神状態や現場の状況についての情報を収集し、事件を平和的に解決するように導くことが任務とされている。籠城事件、ハイジャック事件などで人質をとっている犯罪者から電話などで動機や要求を聴取し、現地指揮本部の指揮官に内容を伝達する。交渉人には犯人の要求を呑むかどうかを決定する権限は無く、指揮官が判断する。
交渉人が心がけなければならないことは、話術を駆使して指揮官と犯人とを仲介し、あたかも第三者が仲裁をしているかのような「演技」を演じることである。こうして交渉を行いつつ、自身と人質の生命を守るように犯人に働きかけ、投降を促す。もし犯人が「獄中に収監されている同志の釈放」や「違法薬物や武器の差し入れ」などの無理難題を撤回せず、平和的な解決が不可能となった場合は、指揮官の命令により交渉が打ち切られ、SWATなどの人質救出部隊に事件解決を任せざるを得なくなる。交渉打ち切りの命令が下されるまでは、戦闘力を行使しないで解決に導くように努めなくてはならない。
アメリカの交渉人は、その話術を活かして人質立てこもり事件の大半を血を流すことなく解決している。他方、警察行政活動にも従事しており、自殺阻止の説得や、広報活動を行うこともある。

## 交渉人を題材にした作品
- 勇午（漫画）…真刈信二原作、赤名修作画。1994年-2015年。
- ネゴシエイター（映画）…エディ・マーフィ主演。1997年公開。
- 交渉人 (映画)（映画）…サミュエル・L・ジャクソン、ケビン・スペイシー主演。1998年公開。
- プルーフ・オブ・ライフ（映画）…メグ・ライアン主演。2000年公開。
- 犯罪交渉人　峰岸英太郎（漫画）…記伊孝。2001年-2006年。
  - 犯罪交渉人　峰岸英太郎（外部リンク） - マンガ図書館Z
- 交渉人 (小説)…五十嵐貴久著。2003年発表。WOWOWドラマW枠にて、三池崇史監督。三上博史、鶴田真由主演でテレビドラマ化された。
- ネゴシエイター（小説）…フレデリック・フォーサイス著。
- 交渉人 (2005年のテレビドラマ)…椎名桔平、永作博美主演。共同テレビ制作。2005年放送。
- ホステージ（映画）…ブルース・ウィリス主演。2005年公開。
- 踊る大捜査線 THE MOVIE 2 レインボーブリッジを封鎖せよ!（映画）…織田裕二主演。2004年公開。
- 交渉人 真下正義（映画）…ユースケ・サンタマリア主演。2005年公開。
- THE 交渉人（ゲーム）…ディースリー・パブリッシャーが制作・発売している。2007年10月25日発売。
- 銃声とダイヤモンド（ゲーム）…ZENER WORKSが制作、ソニー・コンピュータエンタテインメントが販売している。2009年6月18日発売。
- 交渉人〜THE NEGOTIATOR〜…米倉涼子主演。連続ドラマはテレビ朝日系列で、2008年・2009年放送。映画は2010年2月11日公開。
- ゴタ消し -示談交渉人 白井虎次郎-
- 刑事魂（小説）…松浪和夫、高橋克典主演でテレビドラマ化（テレビ朝日、2012年3月31日放送）。

### 交渉人が登場する作品
- THE ビッグオー （アニメ・漫画）…主人公がネゴシエイター。
- MASTERキートン （アニメ・漫画）…4巻第2話「交渉人のルール」
- 銃声とダイヤモンド （PSP用ゲームソフト）…主人公は、警視庁内に設立された交渉専門チームと契約しているフリーランスの交渉人。
- 魔人探偵脳噛ネウロ （漫画）…主人公の一人でもあるヒロインがエピローグで交渉人の仕事を「探偵」という肩書きで行っている。
- G線上の魔王 （アダルトゲーム）…サブキャラクターの時田ユキ、及び彼女の父親・彰浩が作中の事件で交渉人として奔走する。